# Ellipteroides (Progonomyia) synchrous setosivena
Ellipteroides (Progonomyia) synchrous setosivena is een ondersoort van de tweevleugelige Ellipteroides (Progonomyia) synchrous uit de familie steltmuggen (Limoniidae). De ondersoort komt voor in het Neotropisch gebied.